# Удивительный мир диких животных
«Удивительный мир диких животных» — научно-популярная серия большеформатных красочных книг о природе, живых существах суши, рек, морей и океанов. Книги представляют собой переводы работ ведущих зарубежных специалистов, популяризаторов науки. Выпускалась издательством «Мир» (Редакция научно-популярной и научно-фантастической литературы; Москва) с 1980 до 1985 года. Продолжила тематику переводных большеформатных книг, выходивших в издательстве «Мир» (без обозначения серии) с 1971 до 1978 года. В серии вышло 10 выпусков.
В 1997—1998 выпуск книг в аналогичном оформлении был продолжен издательством «Терра» / «Терра-Книжный клуб» уже под названием «Удивительный мир живой природы». Вышло ещё 12 выпусков. Серия не была выпущена до конца из-за финансового кризиса 1998 года. Не издававшиеся ранее книги отличаются от первых десяти книг крайне некачественным переводом специальной биологической терминологии. В переизданных «Террой» первых десяти книгах серии отсутствуют предисловия от редакторов перевода, имеющиеся в раннем издании от издательства «Мир».
Формат книги: 84x108/16 (205х290 мм); цветной тканевый переплёт. Стандартный тираж 75 тысяч экземпляров.

## Книги серии
1980
- Дозье Т. Киты и другие морские млекопитающие / Томас Дозье / Пер. с англ. Л. Жданова; Под ред. А. В. Яблокова.. — М.: Мир, 1980. — 128 с. — (Удивительный мир диких животных). — 75 000 экз. (в пер.)

- Тэннер О. Медведи и другие хищные звери = Bears and other carnivores / Пер. с англ. П. Гурова; Под ред. Д. И. Бибикова.. — М.: Мир, 1980. — 129 с. — (Удивительный мир диких животных). — 75 000 экз. (в пер.)

1981
- Иди М. и др. Дикие кошки = The Cats / Иди М., Бейес Л., Карас Р. и др. / Пер. с англ. И. Гуровой; Под ред. А. Г. Банникова.. — М.: Мир, 1981. — 129 с. — (Удивительный мир диких животных). — 75 000 экз. (в пер.)

1983
- Брэдбери У. Птицы морей, побережий и рек / Уилл Брэдбери / Пер. с англ.. — М.: Мир, 1983. — 132 с. — (Удивительный мир диких животных). — 75 000 экз. (в пер.)

- Нейпье П. и др. Слоны и другие гиганты суши / Нейпье П., Нейпье Дж., Чиу Т. и др. / Пер. с англ. П. С. Гурова; Под ред. А. Г. Банникова.. — М.: Мир, 1983. — 129 с. — (Удивительный мир диких животных). — 75 000 экз. (в пер.)

1984
- Нейпье П., Нейпье Д. Обезьяны = Monkeys and Apes / Пер. с англ. Е. Годиной; Предисл. Э. П. Фридмана.. — М.: Мир, 1984. — 129 с. — (Удивительный мир диких животных). — 75 000 экз. (в пер.)

- Нири Д. Дикие стада / Пер. с англ. П. Гурова; Под ред. А. Г. Банникова.. — М.: Мир, 1984. — 128 с. — (Удивительный мир диких животных). — 75 000 экз. (в пер.)

1985
- Дозье Т. Опасные морские создания = Dangerous Sea Creatures / Пер. с англ. Л. Жданова; Под ред. А. В. Яблокова.. — М.: Мир, 1985. — 132 с. — (Удивительный мир диких животных). — 75 000 экз. (в пер.)

- Тэннер О. Способы защиты у животных / Пер. с англ. И. Гуровой; Под ред. Е. Н. Панова.. — М.: Мир, 1985. — 129 с. — (Удивительный мир диких животных). — 75 000 экз. (в пер.)

- Тэннер О. Бобры и другие обитатели пресных вод = Beavers and Others Pond Dwellers / Огден Тэннер / Пер. с англ. И. Гуровой; Под ред. Б. Д. Васильева.. — М.: Мир, 1985. — 129 с. — (Удивительный мир диких животных). — 75 000 экз. (в пер.)